# Telescop newtonian

Telescop newtonian

Telescopul newtonian este un tip de telescop reflector inventat de omul de știință englez Sir  Isaac Newton (1642–1727), folosind o oglindă primară concavă și o oglindă secundară plată. Primul telescop reflector al lui Newton a fost completat în anul 1668 și este primul astfel de tip de telescop funcțional cunoscut.  Telescopul newtonian este foarte popular printre amatorii de astronomie prin designul său simplu.

## Principiul optic

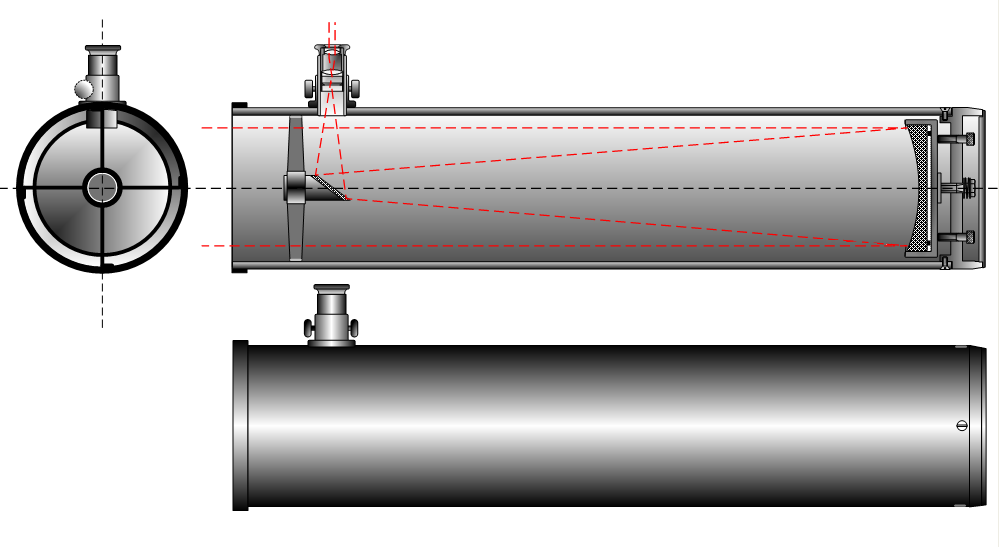
Drumul razelor de lumină în telescopul lui Newton și principiul optic

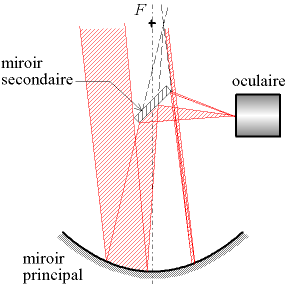
Altă ilustrație a principiului optic

În principiu, acest telescop este compus dintr-o oglindă „primară” sau „obiectiv”, de formă (teoretic) parabolică  (sferică în practică) și dintr-o oglindă mai mică numită „secundară”, care este plană.
Prima oglindă permite colectarea luminii provenind din regiunea țintită a cerului, a doua permite devierea razelor de lumină, perpendicular pe axa optică.
Prima oglindă este caracterizată prin:
- Diametrul său (sau deschiderea). Cantitatea de lumină colectată cât și puterea de separare  (unghiulară) a instrumentului depind de aceasta din urmă. Cantitatea de lumină este direct proporțională cu pătratul diametrului oglinzii primare.
- Distanța dintre centrul oglinzii și focar (locul unde se formează imaginea unui obiect situat la infinit) este numită distanță focală. Ea determină mărimea, în planul focal, a imaginii primare a obiectului observat.

Astfel se poate determina raportul F/D (unde F este distanța focală, iar D este diametrul oglinzii) care dă o indicație asupra performanțelor fotografice ale aparatului, dar și a ușurinței punerii sale la punct.
Un raport F/D ≈ 10 este potrivit mai degrabă pentru folosirea planetară (obiecte mai strălucitoare, dar mici), în timp ce un raport F/D ≈ 3 sau  4  este dedicat cerului profund (obiecte de mare întindere, însă de magnitudine slabă).
O altă componentă a telescopului newtonian este focalizatorul. În unele lucrări este denumit, ca și în engleză focuser. Acesta este un dispozitiv care permite focalizarea imaginii. La telescoapele newtoniene, spre deosebire de lunetele astronomice, focalizatorul este montat perpendicular pe axa optică. Ocularul se montează în focalizator. Acesta mișcă ocularul înainte și înapoi, cu ajutorul unei roți dințate sau a unei cremaliere.
 Focalizatorul trebuie să funcționeze lin, fără smucituri.

## Avantaje

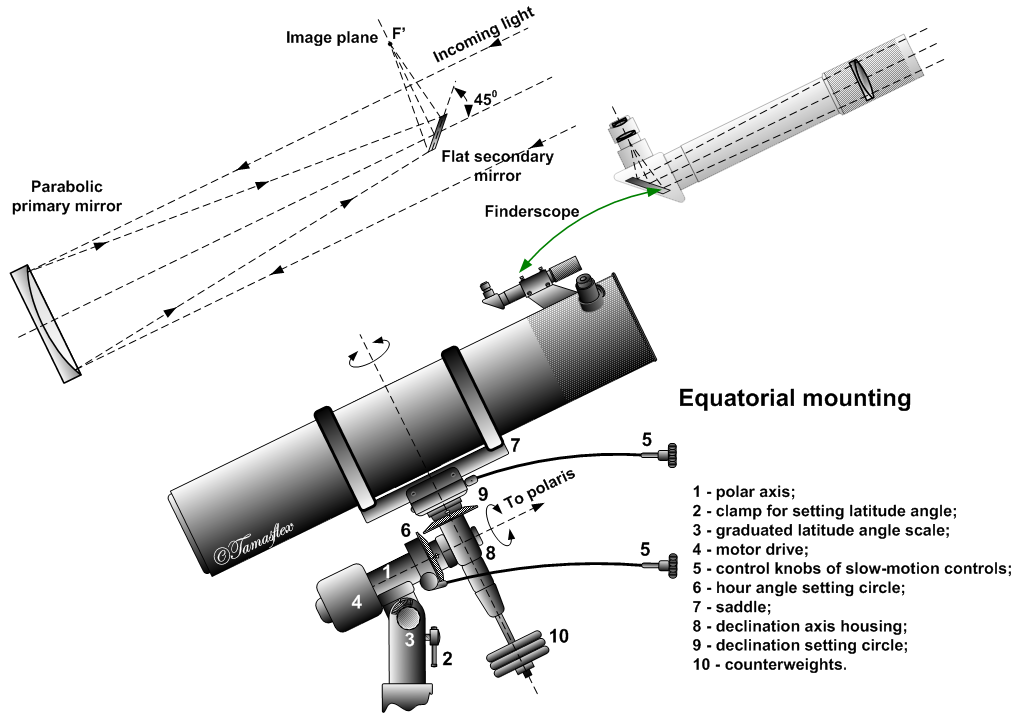
Schema unui telescop newtonian comercial, pe montură ecuatorială

Fabricarea oglinzilor parabolice cu diametru mediu (400 – 600 mm) este mult mai simplă și la îndemâna unui amator documentat față de fabricarea unei lentile cu un diametru echivalent.
Aberațiile cromatice sunt nule. Pentru obținerea acelorași rezultate, cu un instrument refractor, trebuie folosite sticle foarte speciale și deseori scumpe (dublete acromatice, triplet fluorit).

## Incoveniente
Un telescop de tip Newton prezintă o aberație denumită „coma” (în latină coma: „părul capului”, „chică”, „plete”, „coamă”, la animale): stelele de la marginea câmpului vizual nu mai sunt puncte). Acest fapt limitează calitatea marginilor câmpului telescoapelor foarte deschise.
Oglinda secundară, cât și suportul acesteia, obstruează câmpul vizat, fapt ce creează figuri de difracție supărătoare și  pierdere de lumină, în comparație cu lunetele astronomice având aceeași deschidere, ceea ce conduce la o diminuare a contrastului. Această diminuare poate fi caracterizată prin obstrucția, câtul diametrului oglinzii secundare prin diametrul oglinzii primare, în general exprimată în procentaj. În practică nu se depășesc 20% pentru vizual și 30% pentru fotografie. Sub 20%, scăderea de contrast este neglijabilă. Se spune adesea că un telescop cu o oglindă primară având diametrul de 200 mm, cu obstrucție de 20%, este echivalent unei lunete apocromatice de 160 mm, iar un alt telescop cu o oglindă primară de 300 mm, cu obstrucție de 30%, este echivalent unei lunete apocromatice de 210 mm, etc.

## Galerie de imagini

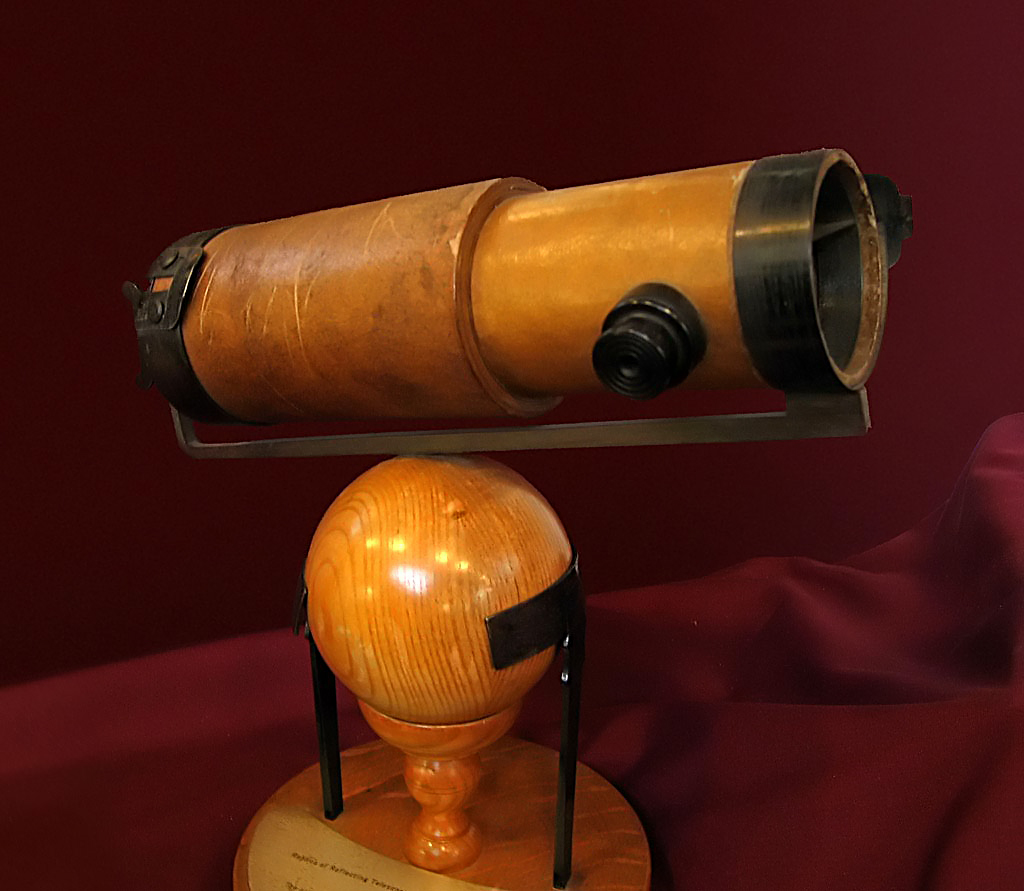
O replică a celui de-al doilea telescop reflector al lui Newton[3], pe care l-a prezentat la Royal Society în 1672